# Rage Valley
Rage Valley ist die zweite EP des australischen House- und Dubstep-Duos Knife Party. Sie wurde erstmals am 27. Mai 2012 via Beatport veröffentlicht und enthält vier Titel, Rage Valley (zuvor Fuck ’em genannt), Centipede, Sleaze (feat. MistaJam) und Bonfire.

## Hintergründe und Stil
Nachdem Knife Party ihre erste EP 100% No Modern Talking veröffentlicht hatten, berichteten sie, dass sie bereits an ihrem zweiten Album arbeiten würden. Anfang April gaben sie bekannt, dass ihre zweite EP am Ende des Monats April erscheinen würde. Die Veröffentlichung wurde dann allerdings auf den 6. Mai 2012 verschoben. Dort wurde sie allerdings erneut nicht veröffentlicht. Knife Party posteten auf Twitter: „EP is on the way, we’ve been delayed by artwork / distro stuff and general laziness :(“. Am 9. Mai, drei Tage nachdem die EP hätte erscheinen sollen, schrieben Knife Party auf Facebook:

“[…] Lateness is due to having lots of shows booked in recently, and also the unfortunate combination of being lazy perfectionists. Putting the final tweaks on everything right now and DESPITE the leaked versions roaming about…the new ones are much, much better ;)[…]”

und entschuldigten sich für die späte Veröffentlichung. Am 24. Mai wurde bekanntgegeben, dass die EP am 28. Mai bei Beatport erhältlich sein würde.
An diesem Datum erschien sie dann. Der Stil des Albums wurde verschieden beschrieben. Newalbumreleases.net nennt beispielsweise Electro House, ein Autor von Salacious Sound nannte als solche Drum & Bass, Dubstep, Electro House und Moombahton, Allmusic nannte Dubstep, Club/Dance und Neo-Electro. Der Autor des Reviews, David Jeffries, nannte es zudem einen Mix aus Dubstep, Electro und Musik aus alten Videospielen.

## Titelliste
| #  | Version / Remix         | Länge | BPM |
| -- | ----------------------- | ----- | --- |
| 1. | Rage Valley             | 4:59  | 128 |
| 2. | Centipede               | 4:06  | 140 |
| 3. | Bonfire                 | 4:32  | 87  |
| 4. | Sleaze (feat. MistaJam) | 4:33  | 108 |

Beatport

## Kritiken
Das Album bekam überwiegend positive Kritik. Ein Autor von Salacious Sound meinte: „All in all, I feel like this EP is a very good showing, with Rage Valley being the standout track. Knife Party demonstrated yet again that they are truly among the foremost of edm songwriters.“
David Jeffries von Allmusic meinte zum Album: „Throughout it all, there’s the feeling that lasers and starships are both shooting out of the speakers, but it’s all over quickly, so expect to be more teased than satiated.“ und vergab 3,5 von fünf möglichen Sternen.
Jordan Calvono von The Untz vergab ebenfalls ein positives Review. „Rage Valley is another solid EP from two produces who are releasing sensational tunes at an astoundingly quick pace, and show no signs of letting up on their pursuit for world domination.“

## Chartplatzierungen
Das Album konnte, im Gegensatz zu seinem Vorgänger, sowohl die UK Album Charts sowie die Billboard 200 erreichen. In den USA konnten dabei Platz 75, im Vereinigten Königreich Platz 71 erreicht werden. Auch die iTunes Top 10 konnten erreicht werden, die Single debütierte auf Platz sieben.
| ChartsChartplatzierungen       | Höchstplatzierung | Wochen |
| ------------------------------ | ----------------- | ------ |
| Vereinigte Staaten (Billboard) | 75 (2 Wo.)        | 2      |
| Vereinigtes Königreich (OCC)   | 71 (1 Wo.)        | 1      |